# Noranco
Noranco è una frazione del comune svizzero di Lugano, nel Canton Ticino (distretto di Lugano). Fa parte del quartiere di Pambio Noranco.
Già comune autonomo, nel 1904 è stato accorpato all'altro comune soppresso di Pambio per formare il comune di Pambio Noranco, il quale a sua volta nel 2004 è stato accorpato al comune di Lugano.